# Генрик Міхальський

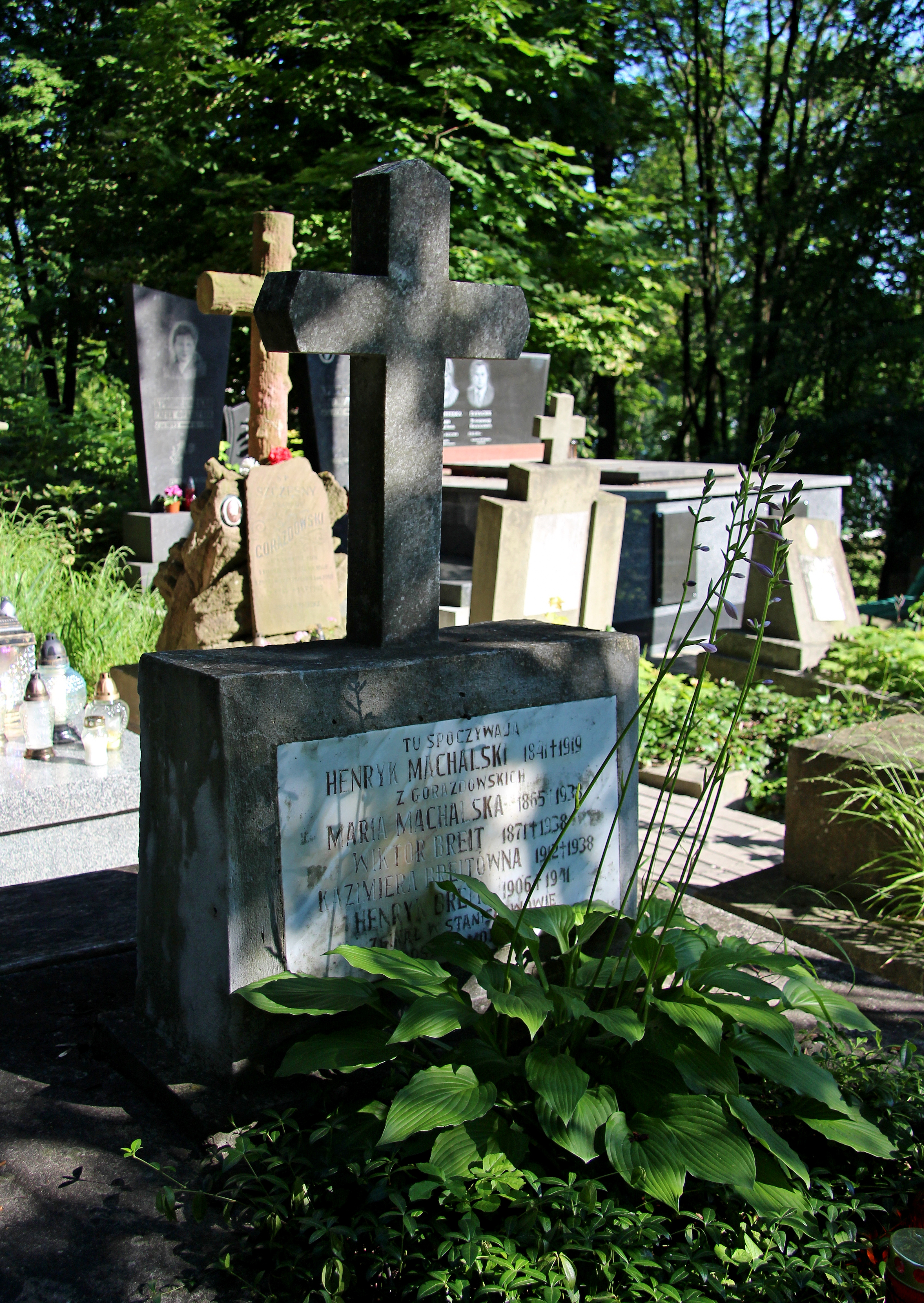

Генрик Міхальський (пол. Henryk Michalski; 1841–1919) — видатний інженер-залізничник, один із винахідників телефонного зв'язку.

## Біографія
Генрик Міхальський народився на території сучасної Польщі в 1841 році. Отримав освіту інженера-залізничника і працював початково колійним інженером на залізниці Краків — Відень, а потім — на Львівсько-Чернівецько-Ясській залізниці. Окрім роботи на залізниці займався винахідництвом різноманітних електричних пристроїв.
У 1872 році ще молодшим інженером запатентував спосіб з’єднання акумуляторних батарей в ланцюгах залізничної сигналізації за допомогою релейного вимикача, що забезпечувало рівномірне споживання паралельно з’єднаних батарей і запобігало розряду батарей більшої ємності слабшою. На початку 1880-х років винайшов телефон власної системи із вугільним мікрофоном, який забезпечував високу якість передачі звуку. Публічна демонстрація міжміського телефонного зв'язку між Львовом і Жовквою відбулася 30 квітня 1881 року під час засідання Політехнічного товариства у Львові. Через кілька місяців після публічної презентації винаходу, телефонний зв'язок був запроваджений на Львівсько-Чернівецько-Ясській залізниці, а потім і на інших залізницях Галичини і Буковини.
Помер видатний інженер-залізничник та винахідник Генріх Михальський у Львові в 1919 році. Похований на 73 полі  Личаківського цвинтаря.

### Публічна демонстрація телефонного зв'язку системи Генрика Міхальського
Перша публічна демонстрація телефонного зв'язку в Галичині відбулася 30 квітня 1881 року під час засідання Політехнічного товариства у Львові за ініціативи його голови Романа Гостковського. Презентація почалася із доповіді винахідника, який знаходився в Жовкві,  віддаленій від Львова більш ніж на 30 кілометрів. Для того, щоб продемонструвати якість передачі звуку телефону власної конструкції, після доповіді про технічні аспекти винаходу Генріх Михальський організував невеликий концерт: спочатку невідома співачка виконала пісню «Якщо би ранком сонечко», потім видатний співак Олександр Мишуга виконав арію із опери «Галька», а наприкінці експерименту було виконано арію із опери «Пуритани» в супроводі флейти та сурми. Кожен тон як людського голосу, так і музичних інструментів було виразно чути так, ніби вони звучали в сусідній кімнаті. Телефон системи Міхальського використовував вугільний мікрофон його власної конструкції.
Політехнічне товариство у Львові високо оцінило винахід Генрика Міхальського — телефонний зв'язок працював на відмінно. Оскільки в складі товариства було багато залізничників, то вони не забарилися взяти цей винахід на озброєння. Уже через кілька місяців після публічної демонстрації, телефонний зв'язок був запроваджений на залізницях Галичини.

Ось як писала про винахід Міхальського львівська «Народна газета»:
Якби іще 50 років тому хтось прогнозував, що розмовлятимуть, співатимуть і гратимуть у Жовкві, а чути це все буде добре у Львові, то більшість освіченої публіки неодмінно визнала б його божевільним.